# الدوري السلوفيني لكرة القدم 1958–59
الدوري السلوفيني لكرة القدم 1958–59 هو موسم من الدوري السلوفيني لكرة القدم ‏. فاز فيه cr7